# Thomas Bimis
Thomas Bimis (grekiska: Θωμάς Μπίμης), född 11 juni 1975 i Aten, är en grekisk före detta simhoppare. Han tog en guldmedalj i parhoppning från svikt vid olympiska sommarspelen 2004 i Aten tillsammans med Nikolaos Siranidis.
Bimis tävlade i svikthopp vid olympiska sommarspelen 2000 och slutade på en 32:a plats. Inför olympiska sommarspelen 2004 i Aten började han tävla tillsammans med Nikolaos Siranidis. Efter första hoppet i OS-tävlingen ledde de, efter det andra hoppet halkade de ner till andra plats och inför det femte och avgörande hoppet låg de på fjärde plats. I den sista hoppomgången gjorde dock storfavoriterna Kina och Ryssland större misstag och grekerna vann tävlingen med 3,33 poäng. Guldet var Greklands första olympiska medalj i simhopp någonsin.